# Diócesis de Canelones
La diócesis de Canelones (en latín: Dioecesis Canalopolitana) es una circunscripción eclesiástica de la Iglesia católica en Uruguay. Se trata de una diócesis latina, sufragánea de la arquidiócesis de Montevideo. Desde el 19 de marzo de 2021 su obispo es Heriberto Andrés Bodeant Fernández.

## Territorio y organización
La diócesis tiene 4532 km² y extiende su jurisdicción sobre los fieles católicos de rito latino residentes en el departamento de Canelones.
La sede de la diócesis se encuentra en la ciudad de Canelones, en donde se halla la Catedral de Nuestra Señora de Guadalupe.
En 2021 en la diócesis existían 34 parroquias agrupadas en 5 decanatos: Canelones, Pando, Centro, Playas y Piedras.

## Historia
La diócesis fue erigida el 25 de noviembre de 1961 con la bula Peramplas partire del papa Juan XXIII, obteniendo el territorio de la diócesis de San José de Mayo. Su primer obispo fue Orestes Nuti.

## Estadísticas
Según el Anuario Pontificio 2022 la diócesis tenía a fines de 2021 un total de 395 000 fieles bautizados.
| Año                                                                             | Población            | Población | Población      | Sacerdotes | Sacerdotes    | Sacerdotes    | Bautizados por sacerdote | Diáconos permanentes | Religiosos | Religiosos | Parroquias |
| Año                                                                             | Bautizados católicos | Total     | % de católicos | Total      | Clero secular | Clero regular | Bautizados por sacerdote | Diáconos permanentes | Varones    | Mujeres    | Parroquias |
| ------------------------------------------------------------------------------- | -------------------- | --------- | -------------- | ---------- | ------------- | ------------- | ------------------------ | -------------------- | ---------- | ---------- | ---------- |
| 1966                                                                            | 250 000              | 255 326   | 97.9           | 70         | 35            | 35            | 3571                     |                      | 61         | 302        | 28         |
| 1968                                                                            | 245 565              | 272 850   | 90.0           | 58         | 27            | 31            | 4233                     |                      | 52         | 233        | 28         |
| 1976                                                                            | 300 000              | 315 823   | 95.0           | 63         | 32            | 31            | 4761                     |                      | 47         | 221        | 35         |
| 1980                                                                            | 309 000              | 331 723   | 93.2           | 62         | 23            | 39            | 4983                     |                      | 58         | 207        | 33         |
| 1990                                                                            | 341 000              | 361 000   | 94.5           | 53         | 23            | 30            | 6433                     | 9                    | 41         | 206        | 33         |
| 1999                                                                            | 399 000              | 443 660   | 89.9           | 40         | 27            | 13            | 9975                     | 11                   | 21         | 174        | 34         |
| 2000                                                                            | 354 928              | 443 660   | 80.0           | 37         | 25            | 12            | 9592                     | 10                   | 20         | 157        | 33         |
| 2001                                                                            | 365 821              | 443 660   | 82.5           | 38         | 26            | 12            | 9626                     | 10                   | 20         | 158        | 33         |
| 2002                                                                            | 362 850              | 443 660   | 81.8           | 39         | 24            | 15            | 9303                     | 11                   | 19         | 162        | 33         |
| 2003                                                                            | 354 928              | 443 660   | 80.0           | 47         | 26            | 21            | 7551                     | 10                   | 25         | 167        | 33         |
| 2004                                                                            | 354 928              | 443 660   | 80.0           | 44         | 24            | 20            | 8066                     | 10                   | 25         | 141        | 33         |
| 2006                                                                            | 337 000              | 450 000   | 74.9           | 39         | 23            | 16            | 8641                     | 11                   | 22         | 135        | 33         |
| 2013                                                                            | 368 000              | 492 300   | 74.8           | 42         | 24            | 18            | 8761                     | 10                   | 26         | 134        | 34         |
| 2016                                                                            | 388 155              | 497 866   | 78.0           | 43         | 26            | 17            | 9026                     | 10                   | 20         | 136        | 34         |
| 2019                                                                            | 392 510              | 503 460   | 78.0           | 37         | 25            | 12            | 10 608                   | 12                   | 21         | 135        | 34         |
| 2021                                                                            | 395 000              | 506 900   | 77.9           | 55         | 25            | 30            | 7181                     | 11                   | 34         | 134        | 34         |
| Fuente: Catholic-Hierarchy, que a su vez toma los datos del Anuario Pontificio. |                      |           |                |            |               |               |                          |                      |            |            |            |

## Episcopologio
- Orestes Santiago Nuti Sanguinetti, S.D.B. † (2 de enero de 1962-25 de octubre de 1994 retirado)
- Orlando Romero Cabrera (25 de octubre de 1994-23 de febrero de 2010 retirado)
- Alberto Sanguinetti Montero (23 de febrero de 2010-19 de marzo de 2021 retirado)
- Heriberto Andrés Bodeant Fernández, desde el 19 de marzo de 2021